# Felsőberecki
Felsőberecki là một thị trấn thuộc hạt Borsod-Abaúj-Zemplén, Hungary. Thị trấn này có diện tích 3,53 km², dân số năm 2010 là 290 người, mật độ 82 người/km².